# ۱۳۹۳ (میلادی)
۱۳۹۳ (میلادی) هزار و سیصد و نود و سومین سال تقویم میلادی است.

## درگذشتگان
‎